# 2061太空漫遊
《2061：太空漫游》（英語：2061: Odyssey Three）是一本科幻小说，作者亞瑟·克拉克。这本小说是2001：太空漫游系列的第三本。

## 外部連結
- 列在網路推理小說資料庫中的《2061太空漫遊》